# District de Taka

Localisation du district de Taka dans la préfecture de Hyōgo.

Le district de Taka (多可郡, Taka-gun) est un district de la préfecture de Hyōgo au Japon.
Au 1er octobre 2014, sa population était de 21 757 habitants pour une superficie de 185,15 km2.

## Commune du district
- Taka